# West Pasco
 (septembre 2022).
West Pasco  est une census-designated place américaine de l'État de Washington dans le comté de Franklin. 
La population était de 3 739 habitants en 2010.